# Ancre (Dives)
Die Ancre ist ein kleiner Fluss in Frankreich, der im Département Calvados in der Region Normandie verläuft. Sie entspringt unter dem Namen Ruisseau de Saint-Rémi im südlichen Gemeindegebiet von Annebault, entwässert generell in westlicher Richtung durch die Landschaft des Pays d’Auge und mündet nach rund 17 Kilometern an der Gemeindegrenze von Brucourt und Varaville als rechter Nebenfluss in die Dives, die sich hier bereits im Feuchtgebiet ihres Mündungsabschnittes befindet. Die Ancre quert bereits im Oberlauf die Autobahn A13 und folgt ihr danach parallel im Großteil ihres Verlaufes.

## Orte am Fluss
(Reihenfolge in Fließrichtung)
- Les Pouètres, Gemeinde Annebault
- La Roture, Gemeinde Annebault
- Le Bourg, Gemeinde Danestal
- Longueval, Gemeinde Cresseveuille
- Geymard, Gemeinde Heuland
- Angerville
- Les Londes, Gemeinde Dozulé
- Cricqueville-en-Auge
- La Bouverie, Gemeinde Brucourt
- Ferme du Marais, Gemeinde Brucourt
- Les Quenolettes, Gemeinde Varaville